# King's German Legion
Het King's German Legion (K.G.L) (Duits: Des Königs Deutsche Legion) (Nederlands: Koninklijk Duits Legioen) was een onderdeel van het Britse leger tijdens de Napoleontische Oorlogen. Hannover had een Personele unie met het Verenigd Koninkrijk van Groot-Brittannië en Ierland. Dit legeronderdeel bestond vooral uit "Duitse" vrijheidsstrijders die geen "Frans" onderdaan wilden worden en dus vochten tegen de Franse bezetting van het Hannover. Dit "Duitse" legeronderdeel is het enige dat zonder onderbreking kon vechten tegen de Franse bezetter, tijdens de Napoleontische oorlogen.
- Gemeinsame Normdatei: 4126451-4